# Filtracija aktivnim ugljenom
Filtracija aktivnim ugljenom se koristi za pročišćavanje zraka i plinova (pročišćavanje zraka, pročišćavanje bioplina, uklanjanje mirisa, pročišćavanje dimnih plinova, pročišćavanje prirodnog, filtriranje para otapala), procjeđivanje vode (procjeđivanje vode za piće, procjeđivanje industrijskih ili komunalnih otpadnih voda, pročišćavanje kotlovskih i rashladnih voda, u filterima za kućnu upotrebu, za pročišćavanje vode u bazenima i akvarijima), obrada tekućina (aktivni ugljen se koristi za uklanjanje otopljenih organskih spojeva, te za kontrolu okusa i mirisa u kemijskoj, farmaceutskoj i prehrambenoj industriji, kao što su glukoza, masti i ulja, glutamati, šećeri, pivo i sokovi) i za posebne primjene (kod prerade zlata, membranske filtracije, u duhanskoj industriji, u klimatizacijskim uređajima, kod raznih katalitičkih procesa i drugo).

## Aktivni ugljen
Aktivni ugljen je porozni materijal s vrlo velikom unutarnjom površinom (samo jedan gram aktivnog ugljena može imati površinu i preko 500 m2). Proizvodi se fizikalno-kemijskom postupkom aktiviranja, djelovanjem vodene pare i ugljikovog dioksida CO2 na visokim temperaturama (700 – 900 °C), pri čemu nastaju brojne pore različite veličine. Fizikalna aktivacija podrazumijeva karbonizaciju, odnosno pirolizu u odsutnosti kisika na temperaturama manjim od 700 °C. Aktivacija se odvija oksidirajućim plinovima na temperaturi od 800 do 900 °C. Kemijska aktivacija je kombinacija karbonizacije i aktivacije s različitim reagensima poput kalijevog hidroksida KOH i natrijevog hidroksida NaOH. Oplemenjivanje aktivnog ugljena sa srebrnom otopinom se koristi za aktiviranje antibakterijske aktivnosti aktivnog ugljena.
Aktivni ugljen koji se koristi za adsorpciju može biti u obliku praha ili u obliku granula. Granulirani aktivni ugljen ima veći učinak adsorpcije, a njegova veća cijena može biti umanjena boljom učinkovitosti. Aktivni ugljen se može koristiti za adsorpciju posebnih organskih, prirodnih i sintetskih molekula, ali i određenih anorganskih tvari. Učinkovitost adsorpcije ovisi o nizu čimbenika, od kojih su najvažniji: kakvoća i granulacija adsorbensa, kakvoća i količina početnog uzorka, predtretmanu uzorka, vremenu adsorpcije, pH vrijednosti uzorka, te svojstvima kemijske tvari koja se adsorbira.

### Adsorpcija
Adsorpcija podrazumijeva sposobnost neke čvrste tvari (adsorbensa) da na svojoj graničnoj površini veže (adsorbira) molekule plina ili otopljene tvari iz otopina (adsorbant). Uspješnost adsorpcijskog procesa ovisi o aktivnoj specifičnoj površini adsorbensa. Jakost adsorpcije neke tvari ovisi o vrsti veze kojom se veže na površinu adsorbensa. Ako su čestice vezane Van der Waalsovim silama kohezije, koje najčešće nastaju između molekula plinova i tekućina, adsorpcijska veza će biti slaba i podrazumijeva fizikalnu adsorpciju. Povezivanje tvari i adsorbensa kemijskim vezama naziva se kemisorpcija. Pojedine tvari, kao što su koloidne čestice, zbog elektrostatskog naboja na svojoj površini mogu adsorpcijom vezati anione, katione i neutralne molekule, što podrazumijeva ionsku adsorpciju.
Adsorpcijski proces može biti i povratan (reverzibilan), kao što je slučaj kod mnogih tvari adsorbiranih na aktivni ugljen, pri čemu se molekule nastavljaju nagomilavati na površini sve dok se brzina adsorpcije ne izjednači s brzinom desorpcije. Kod tih uvjeta postignuta je adsorpcijska ravnoteža i ne odvija se daljnje nakupljanje.

## Materijali za aktivni ugljen
Materijali koji se najčešće koriste za izradu ugljena su: ugljen (lignit), životinjske kosti, treset, drvo, razne ljuske (kokosove,orahove). Intersantno najveća količina ukupne površine aktivnog ugljena se nalazi u njegovim porama, a ne na samoj vanjskoj površini ugljena. Vanjska površina ima zanemarivu malu površinu aktivnog ugljena i zato što nije porozna nema adsorpcijske učinkovitosti.
Drveni ugljen zbog toga služi samo kao mehanička filtracija uz vrlo malu zanemarivu mogućnost adsorpcije. Malo bolji je ugljen od životinjskih kostiju koji spada kao i drveni ugljen u površinske aktivne ugljene. Te vrste ugljena imaju aktivnu površinu koja prekriva neaktivnu unutrašnjost koja je uglavnom puna fosfata. Iznad tih vrsta ugljena su ugljeni koji su učinkovitiji, a zovu se totalno aktivni ugljeni. To su najporozniji aktivni ugljeni, koji mogu biti porozni do čak 1000 četvornih metara po gramu ugljena. 
Količina četvorne poroznosti po gramu ugljena je svojstvo po kojoj se mjeri kakvoća (kvaliteta) aktivnog ugljena i kao takva se nudi na tržištu. Za upotrebu veća ukupna površina ne znači i da je ta vrsta aktivnog ugljena najbolja, jer izuzetno velika poroznost je povezana s postojanjem izuzetno sitnih mikropora i kanalića, koji su presitni da bi primile neke zagađivače koje želimo odstraniti. Mjerna jedinica kojom se mjeri mikroporoznost (od 0 do 20 Å, ili manje od 2 nm) je IAN (engl. Iodine Adsorption Number). IAN broj od 1000 na više označava vrlo mikroporozan aktivni ugljen. MN (engl. Molasses Number) označava makroporoznost (veća od 20 Å; ili veća od 2 nm), MN broj od 400 na gore označava makroporozan aktivni ugljen. 
Veličina pora u aktivnom ugljenu je razlikuje kao: mikropora (manje od 2 nm), prijelaznim porama, te makroporama (malim,srednjim,velikim porama - veća od 2 nm). Male pore služe za adsorpciju malih molekula, srednje pore su odlične za odstranjivanje većih organskih molekula otpada (tipičnih na primjer za akvarijski otpad), velike pore služe za što lakšu raspodjelu tekućeg medija do unutrašnjih pora, sprječavaju prljanje aktivnog ugljena, te služe kao mehanička filtracija odstranjujući krupnije čestice (dajući vodi kristalni izgled).
Aktivni ugljen s vrlo sitnim mikroskopskim porama se koristi za filtriranje zraka, pošto su čestice prljavštine prisutne u zraku vrlo sitne, dok s druge strane tipične molekule otpada u vodi su vrlo velike i teške, te da bi se njih odstranilo treba koristiti aktivni ugljen s većim porama (makroporoznost). Pri upotrebi neodgovarajućeg aktivnog ugljena događa se da se aktivni ugljen vrlo brzo zapuni s velikim molekulama otpada u kratkom vremenu, dok je unutrašnjost ugljena gotovo neiskorištena. 
Materijal koji se koristi za dobivanje aktivnog ugljena određuje veličinu pora. Aktivni ugljen od kokosovih ljusaka ima vrlo sitne mikroskopske pore, te se taj ugljen najviše koristi u odstranjivanju kloramina iz vode iz slavine. Aktivni ugljen dobiven od lignita je makroporozan, te su njegove pore odlične za odstranjivanje akvarijskog organskog otpada.

## Prednosti upotrebe filtracije aktivnim ugljenom
Prednosti upotrebe filtracije aktivnim ugljenom su:
- odstranjuje vodikov sulfid i metan koji može nastati u vodi ili u pijesku;
- odstranjuje klor (kloramine) iz slavine;
- odstranjuje organske zagađivače nastale biološkim procesima;
- odstranjuje vanjske zagađivače koji mogu ući u vodu (dezodoransi, pesticidi, dim cigareta);
- podiže redoks vode;
- stvara kristalno čistu vodu;
- podiže koncentraciju kisika u vodi;
- vrši kemijsku, mehaničku, biološku i denitrificirajuću filtraciju (denitrifikaciju vrši samo u sporim procjeđivačima).

## Primjena

### Filtracija aktivnim ugljenom za bistrenje vina
Djelovanje aktivnih ugljena različita su, s obzirom na vrstu ugljena i način aktivacije, ali se u enologiji najčešće koriste aktivni ugljeni dekoloranti, koji na učinkovit način uklanjaju posmeđene tonove vina ili neugodne mirise vina. Djelovanje je brzo i potrebno je ukloniti aktivni ugljen iz vina u što kraćem roku, da ne bi došlo do oksidacije vina uzrokovane velikom količinom kisika koji se nalazi u strukturi aktivnog ugljena. Aktivni ugljen moguće je brzo istaložiti kombiniranjem s drugim bistrilima ili ukloniti iz vina filtriranjem. Aktivni ugljeni koriste se u uobičajenim dozama od 20-100 g/hl, za bistrenje mošteva od oštećenog ili botritiziranog grožđa, za bistrenje mošteva od nezdravog grožđa ili uklanjanje zaostataka zaštitnih sredstava, koji mogu uzrokovati probleme zastoja vrenja (fermentacije) djelujući otrovno na kvasce. Pripremaju se kao vodena suspenzija ili direktno dodaju u mošt ili vino uz neprestano miješanje, trajanje miješanja povećava i djelovanje aktivnih ugljena.

### Kućni procjeđivač za dodatno pročišćavanje vode
Kućni sustavi za dodatno pročišćavanje vode nazivaju se i sustavi za pročišćavanje vode na mjestu potrošnje ili kućni procjeđivači (filtri). Kućni sustavi za pročišćavanje vode za piće najčešće vodu pročišćavaju na osnovu povratne osmoze ili filtracijom preko granuliranog aktivnog ugljena u kombinaciji s drugim vrstama adsorpcijskih materijala.